# Katheder (Familienname)
Katheder ist ein deutscher Familienname. Er kommt ursprünglich aus dem Landl ob der Enns.
Der Name leitet sich vom Katheder, ursprünglich Sessel ab.
Der Name ist besonders in Mittelfranken verbreitet, so etwa im Landkreis Roth, in Nürnberg, Fürth und im Landkreis Weißenburg-Gunzenhausen.

## Namensträger
- Adam Katheder (um 1590–um 1650), Urahn der Familie, lutherischer Exulant aus dem Landl ob der Enns
- Agathe Katheder, deutsche Politikerin (CSU)
- Antonia Katheder (* 1993), deutsche Taekwondoin, Teilnehmerin bei den Olympischen Jugend-Sommerspielen 2010
- Friedrich-Wilhelm Katheder (1890–1945), deutscher Politiker (NSDAP)
- Michael Katheder, deutscher Fußballspieler
- Oswald Katheder (1893–1969), deutscher lutherischer Pfarrer und nationalsozialistischer Politiker
- Peter Katheder (* 1940), deutscher Fußballspieler
- Rudolf Katheder, deutscher Politiker (BVP)
- Walter Katheder (1900–1988), deutscher Politiker (SED)